# اکبر ایروانلی
اکبر ایروانلی (ترکی آذربایجانی: Əkbər Yunis oğlu Süleymanov; ۱۷ ژوئن ۱۹۲۱ – ۲۸ اوت ۱۹۸۲) نویسنده آذربایجانی، منتقد ادبی، معلم و استادیار (۱۹۵۶) بود. وی همچنین رئیس بخش زبان و ادبیات آذربایجانی دانشکده دولتی تربیت مدرس ایروان (۱۹۵۶–۱۹۸۰)، رئیس شعبه آذربایجان در اتحادیه نویسندگان ارمنستان شوروی (۱۹۶۴–۱۹۸۲) بود.

## زندگی‌نامه
اکبر ایروانلی در تاریخ ۷ ژوئن سال ۱۹۲۱ در شهر ایروان آویزد ایروان در ارمنستان شوروی به دنیا آمد. وی دانش‌آموخته رشته شرق‌شناسی در دانشکده لغت‌شناسی دانشگاه دولتی ایروان در سال‌های ۱۹۴۳ تا ۱۹۴۸ بود. فعالیت‌های شغلی خود را در سال ۱۹۳۸ در ایروان و در تحریریه روزنامه «کمونیست» که به زبان آذربایجانی انتشار می‌یافت، آغاز کرده و به عنوان کارمند ادبی، منشی مسئول و مترجم مشغول به کار شد.
در سال ۱۹۵۱ وارد مقطع تحصیلی فوق لیسانس در دانشکده ادبیات فرهنگستان ملی علوم ارمنستان شوروی شد و در سال ۱۹۵۴ از پایان‌نامه خود تحت عنوان «دربارهٔ تاریخ روابط ادبی آذربایجان و ارمنستان» دفاع کرد. در سالهای ۱۹۵۰ تا ۱۹۶۵، در رشته ادبیات آذربایجانی در دانشگاه دولتی ایروان به تدریس پرداخت و از سال ۱۹۵۶ به ریاست بخش زبان و ادبیات آذربایجان در دانشگاه دولتی تربیت مدرس ایروان تعیین شد. وی در زمینه روابط ادبی متقابل بین ارمنستان و آذربایجان تحقیقات مستمری انجام داده و آثار تعدادی از نویسندگان ارمنی را به زبان آذربایجانی ترجمه کرد.
موضوع پایان‌نامه دکتری اکبر ایروانلی «روابط ادبی آذربایجان و ارمنستان» بود. این تز حاوی دوره‌هایی از قدیم الایام تا اواخر پایان قرن هجدهم میلادی بود که در سال ۱۹۶۸ در قالب یک تک‌نگاشت ۵۵۶ صفحه ای توسط انتشارات «هایاستان» منتشر شد، اما تا پایان عمرش به وی اجازه دفاع از این پایان‌نامه را ندادند. از این رو، از همان رساله دکتری خود با عنوان «روابط ادبی ارمنستان و آذربایجان (ادبیات شفاهی عامیانه و فولکلور، نغمه‌سرایی عاشیق و ادبیات مکتوب قرن ۱۱ تا ۱۸)» در سال ۱۹۷۵ در باکو دفاع کرد.<ref name="Azərbaycan">Azərbaycan sovet ədəbiyyatşünaslığı (1920—1975). Biblioqrafiya. Bakı: Elm. 1983. p. 907.</ref
کتاب مصور ۱۶۶ صفحه ای موسوم به «یونس نوری» که تألیف مشترک اکبر ایروانلی و صابر رضایف بود، در سال ۱۹۸۰ از سوی انجمن تئاتر ارمنستان در ایروان منتشر شد.
اکبر ایروانلی در روز ۲۸ ماه اوت سال ۱۹۸۲ در شهر ایروان دیده بر جهان فروبست.